# 司令员
司令员為中國人民解放軍及其前身军队的特有稱謂，等同於西方軍制中的司令，通常為多個師聯合成的方面軍最高主官。
1930年代初，刘伯承从苏联回国，组织左权、叶剑英等人一起翻译带回的各种軍事文件，同时为中国工农红军确定軍階称呼。他在旧军队中多年，一向痛恨等级森严和对低階人员的歧视。于是他确定红军中的“司令”后面要加一个“员”，当兵的称为“战斗员”，廚師就称为“炊事员”，马夫、猪倌称为“饲养员”，还有“警卫员”、“卫生员”等，号称八大员，表現出解放軍军人人平等，都是革命军队的普通一“员”，只是分工不同。
相似的還有戰場任命的戰役指揮官被稱為「指挥员」。